# Flatfoot 56
Flatfoot 56 ist eine christlich orientierte Folk-Punk-/Oi!-Band aus Chicago, Illinois, USA. Ihr Musikstil ist vergleichbar mit dem anderer Folk-Punk-Bands wie den Dropkick Murphys.

## Geschichte
Gegründet wurde die Band im Sommer 2000 von drei Brüdern (Tobin Bawinkel, Justin Bawinkel, und Kyle Bawinkel). Ein halbes Jahr später stieß Josh Robieson zur Band hinzu. Durch dessen Dudelsack und Mandoline veränderte sich ihr Musikstil merklich.

## Diskografie
- 2002: The Rumble of 56
- 2003: Waves of War
- 2005: Knuckles Up
- 2006: Knuckles Up (re-release)
- 2007: Jungle of the Midwest Sea
- 2010: Black Thorn
- 2012: Toil
- 2017: Odd Boat
- 2018: The Vancouver Sessions